# Aleuritopteris niphobola
Aleuritopteris niphobola är en kantbräkenväxtart som först beskrevs av Carl Frederik Albert Christensen, och fick sitt nu gällande namn av Ren-Chang Ching. Aleuritopteris niphobola ingår i släktet Aleuritopteris och familjen Pteridaceae. Inga underarter finns listade.